# Вустер (ЮАР)

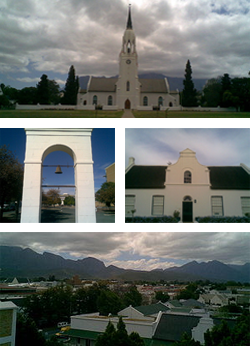
Основные достопримечательности Вустера

Вустер (англ. Worcester) — город в Западно-Капской провинции ЮАР, к северо-востоку от Кейптауна. В 2011 г. численность жителей составляла 78 906 человек.
71,87 % (56 708) населения составляют «цветные», 17,27 % (13 626) белые южноафриканцы, 8,75 % (6903) чернокожие, прочие — 1,18 % (929), азиаты — 0,94 % (740). Для 90,17 % (66 874) жителей основным языком общения является африкаанс. В городе, помимо христианских церквей, имеется синагога.